# Molinges
Molinges foi uma comuna francesa na região administrativa de Borgonha-Franco-Condado, no departamento de Jura. Estendia-se por uma área de 2,57 km². Em 2010 a comuna tinha 1 152 habitantes (densidade: 448,2 hab./km²).
Em 1 de janeiro de 2019, passou a formar parte da nova comuna de Chassal-Molinges.